# Pellenes pamiricus
Espèce
Pellenes pamiricus est une espèce d'araignées aranéomorphes de la famille des Salticidae.

## Distribution
Cette espèce est endémique du Tadjikistan. Elle se rencontre dans l'Est du Pamir.

## Description
La carapace du mâle holotype mesure 2,35 mm de long sur 1,50 mm et l'abdomen 1,90 mm de long sur 1,25 mm et la carapace de la femelle paratype mesure 2,0 mm de long sur 1,95 mm et l'abdomen 3,63 mm de long sur 2,60 mm.

## Étymologie
Son nom d'espèce lui a été donné en référence au lieu de sa découverte, le Pamir.

## Publication originale
- Logunov, Marusik & Rakov, 1999 : A review of the genus Pellenes in the fauna of Central Asia and the Caucasus. Journal of Natural History, vol. 33, no 1, p. 89-148.